# Vishnou
Cette page contient des caractères spéciaux ou non latins. S’ils s’affichent mal (▯, ?, etc.), consultez la page d’aide Unicode.
Vishnou (en sanskrit : विष्णु, IAST : Viṣṇu, en tamoul : விஷ்ணு), on trouve aussi Vichnou, également appelé Hari, Padmanabha, Hrishikesha), est le deuxième dieu de la Trimūrti (également appelée la « trinité hindoue »), avec Brahmā et Shiva. La Trimūrti incarne le cycle de manifestation, conservation, dissolution de l'univers dont Brahma (Prajapati) est le créateur, Vishnou (Narayana) le protecteur, Shiva (Rudra) le destructeur. Vishnou est connu pour ses nombreux avatars. Il est la divinité principale du vishnouisme, l'une des deux grandes écoles qui partagent l'hindouisme avec le shivaïsme.
Vishnou est souvent représenté en homme bleu avec une parure royale et quatre bras, tenant généralement une roue ou chakra, une conque ou shankha, un lotus (padma) et une massue (gada) dans les mains. Il porte sur sa tête une tiare dorée, appelée kirita-mukuta. Il est dépeint également se reposant sur le serpent Shesha, un lotus sort alors de son nombril et un feu sur son front ; Brahmā et Shiva sort eux-mêmes du lotus et feu ; cette scène se reproduit à chaque nouveau grand cycle temporel ou kalpa, période liée à la cosmologie hindoue ; Vishnou et Brahmā et Shiva recréent ainsi l'univers. Sa parèdre est Lakshmi, la déesse de la richesse et de la bonne fortune, sa monture Garuda, l'aigle.

## Origine
Il est difficile de dater précisément l'origine du culte de Vishnou. Dans les Védas, Vishnou n'est encore qu'une divinité mineure, associée à Indra, alors que Varuna et Mitra sont les deux premières divinités incarnant la souveraineté magico-juridique. Il occupe toutefois une place essentielle dans les épopées, tel le Mahabharata où il apparaît sous la forme du dieu Krishna, ou bien le Rāmāyaṇa où le héros principal, le prince Rāma, est l'une de ses incarnations (la septième).
L'origine de Vishnou est incertaine et, contrairement à la plupart des autres dieux védiques, il n'a pas de correspondant assuré dans le monde iranien. Son nom est également sans étymologie établie, bien que Jean Haudry ait proposé une hypothèse à partir de l'adjectif à-mavișņu- « immobile », l'immobilité étant caractéristique de Vishnou.
Georges Dumézil et Stig Wikander ont soutenu une origine indo-européenne, Vishnou étant, mutatis mutandis, l'équivalent du dieu scandinave Vidar, le dieu aux grands pieds ou bien aux larges pas. En effet, dans les Védas, son action principale consiste (et ne consiste que) en ses trois pas au travers desquels il ouvre le champ nécessaire à l'action, notamment le champ de bataille sur lequel opèrera ensuite Indra. En cela son action rejoint celle que, à Rome, remplissait le collège des prêtres dits féciaux.
Les commentateurs indiens ont conclu que Vishnou était le soleil qui, dans sa course quotidienne, s'élève de la terre à l'espace médian, puis au ciel. Néanmoins, cette identification a été rejetée par plusieurs auteurs. Sans abandonner totalement l'origine solaire, Harry Falk et Ulrich Schneider ont interprété les trois pas de Vishnou par la mensuration,. Mesure du temps pour Harry Falk qui identifie Vishnou au gnomon. C'est à partir du gnomon ou plus antérieurement de l'« arbre du soleil » qui servait à mesurer le temps que peut se comprendre l'épisode de la décapitation de Vishnou. Le soleil rouge du soir ou du matin qui s'éloigne de l'arbre pris comme repère a pu être assimilé à une tête coupée qui se détache du tronc. Le gnomon en a parfois gardé le souvenir, quand sa pointe surmontée d'une boule dorée était assimilée à une tête humaine.
Plus tard dans l'hindouisme réformé, sa figure s'enrichit et il devient un des trois membres de la Trimūrti et l'une des divinités les plus importantes du panthéon.

## Les attributs de la divinité

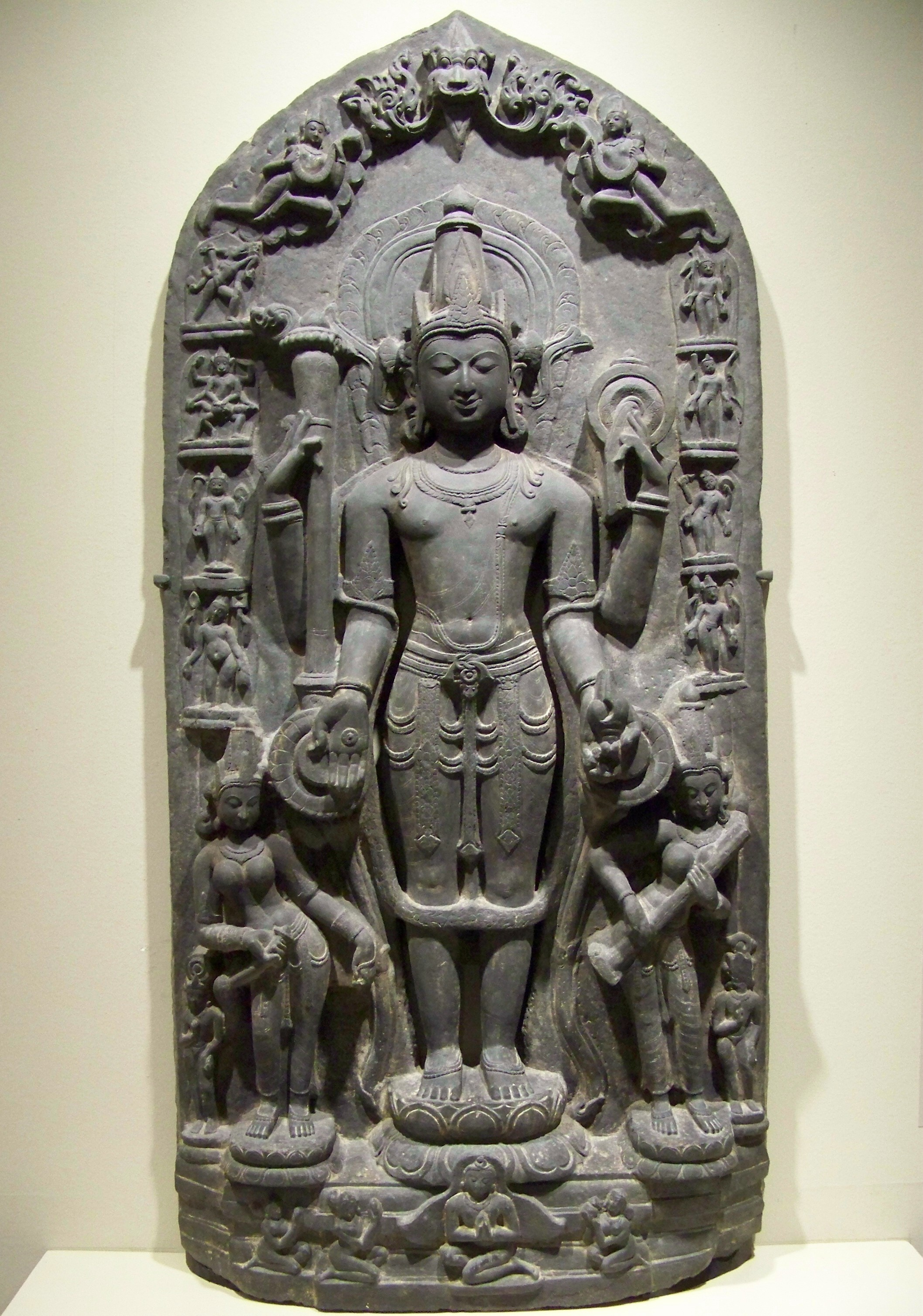
Statue de Vishnou, avec la massue, le disque, la conque et le lotus.

Le Vishnou classique possède quatre attributs ou mûrti principaux, la conque (Shankha, IAST : śaṅkha), le disque Chakra (dont le nom est Sudarshana, agréable à regarder), la massue (Gada) et le lotus (Padma). S'y ajoutent parfois l'arc et l'épée. Tout comme l'arc et l'épée, le disque et la massue sont des armes offensives, la conque est un symbole universel de fécondité, le lotus étant un symbole solaire de prospérité.

## Attributs mineurs
- Le joyau Trésor-de-l'Océan ou Kaustubha, qui brille à la poitrine du dieu, la conscience universelle composée des consciences de tous les êtres.
- La touffe de poils Cher-à-la-fortune ou Shrî-vatsa, situé au-dessus du sein gauche du dieu, représente tout ce dont jouit la conscience.
- La Guirlande-de-la-forêt ou vana-mâlâ est l'image de Mâyâ, l'illusion.
- Les deux boucles d'oreilles qui représentent les deux chemins de connaissance, sâmkhya, intellectuelle et yoga, intuitive. Elles ont la forme de Makara, un monstre marin.
- Les bracelets qui symbolisent les trois buts de la vie : la perfection de soi, le succès, le plaisir.
- La couronne, la réalité inconnaissable.
- Le voile jaune ou pîtâmbara porté autour de la taille représente les Vedas.
- Le cordon sacré, composé de trois brins, les trois lettres de la syllabe AUM.
- Le char, le mental est son pouvoir d'action sur le monde.
- La couleur sombre, couleur de l'Immanence, de la substance de l'espace.
- Le chasse-mouches, symbole du dharma
- L'éventail représente le sacrifice, il sert à attiser les flammes.
- Le fanion.
- Le parasol, symbole de la royauté du dieu, sa hampe est l'axe du monde, le mont Meru.
- L'oiseau ou Garuda.
- Le serpent Vestige ou Shesha, celui sur lequel repose le dieu lorsqu'il dort attendant la création.

Vishnou adopte dix formes différentes pour sauver des personnes de la mort (dans l'eau par exemple, il choisit kurma la tortue)
- L'or, représente la richesse et la fortune, quelque chose que Vishnou n'a jamais utilisé.

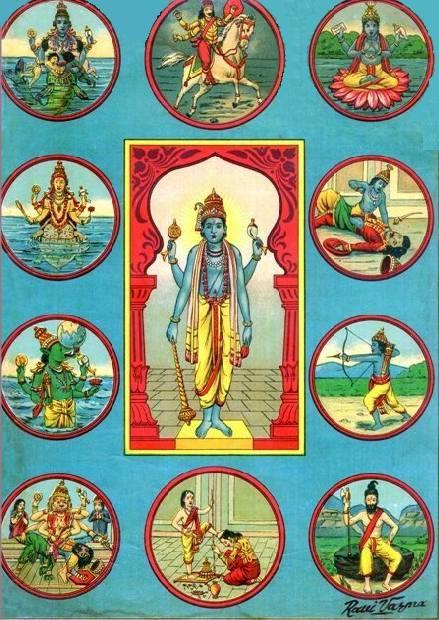
Représentation de Vishnou et de ses dix avatars. Lithographie par le peintre indien Raja Ravi Varma, vers 1900.

## Avatars
Selon la tradition, Vishnou s'incarne régulièrement, lorsque le monde est menacé par le chaos. Ses plus célèbres incarnations (avatars) sur Terre sont Rāma et Krishna. La Bhagavad-Gita évoque la notion d'avatars. Parmi les listes d'avatar, la plus connue est celle-ci :
1. Matsya, le poisson ;
2. Kurma, la tortue ;
3. Varâha, le sanglier ;
4. Narasimha, l'homme-lion (Nara = homme, simha = lion) ;
5. Vamana, le nain ;
6. Parashurama ;
7. Râma ;
8. Krishna (signification « obscurité » ou « noir ») ;
9. Siddhartha Gautama, Bouddha (quelques versions considèrent que Balarâma est le neuvième avatar). L'intégration de Bouddha dans le panthéon hindou est apparue assez tardivement, probablement au VIIIe siècle comme une expression de la contre-réforme brahmanique au bouddhisme, entamée au IIe siècle av. J.-C. ;
10. Kalkî (« temps ») est une figure eschatologique. C'est irrémédiablement l'incarnation « à venir ».

Vishnou est le dieu principal du vaishnava. Chaitanya y est considéré comme avatar de Vishnou en tant qu'incarnation de Krishna.

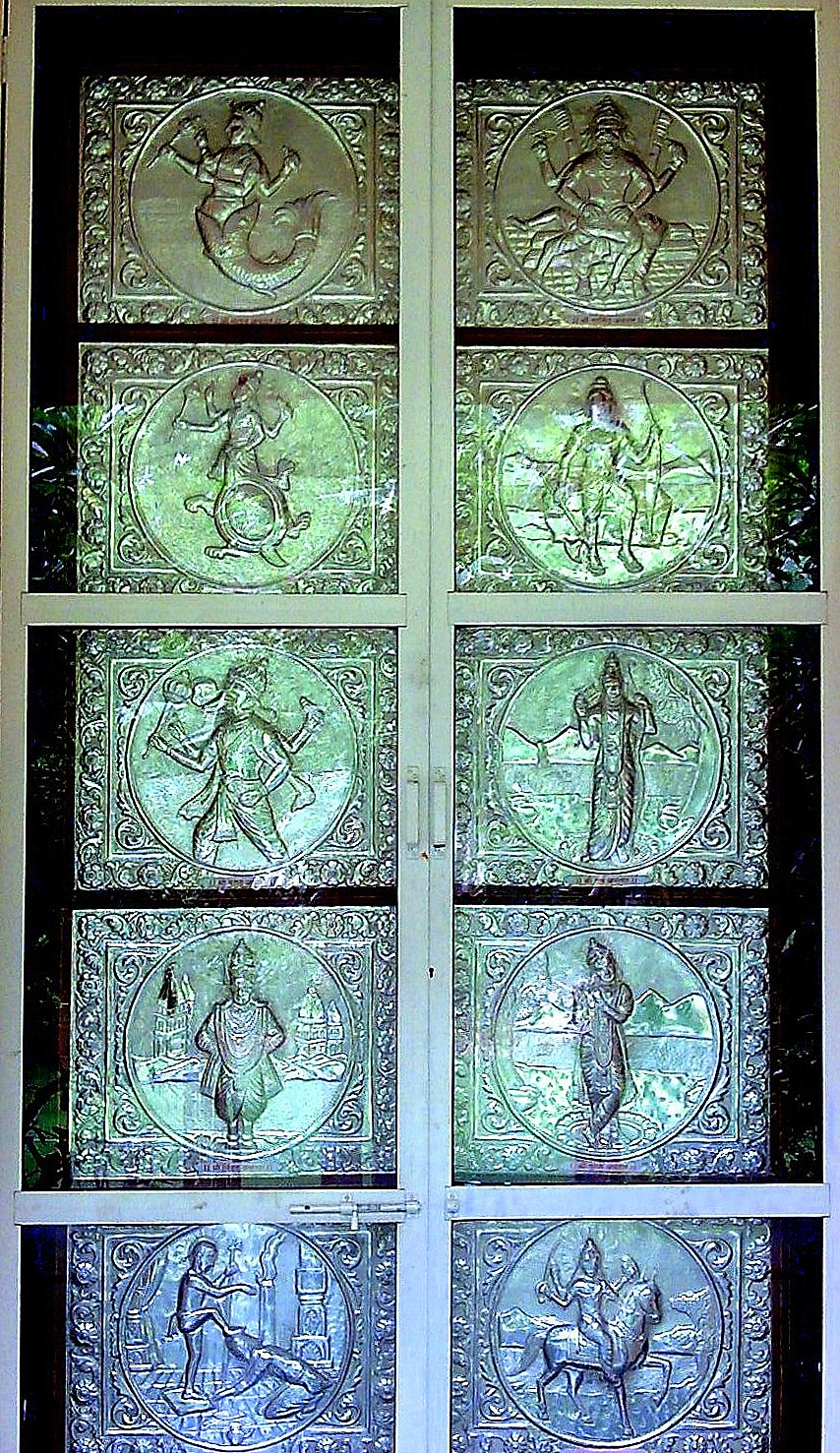
Porte décrivant les 10 avatars de Vishnou, temple Tirupati Balaji Padmavati, Kumkaliem, Ponda, Goa.

## Autres aspects de la divinité
La Terre, Bhūmi ou Bhû Devi, est également parfois considérée comme son épouse. Vishnou la sauva en effet des eaux sous son avatar de Varâha. Ses liens matrimoniaux lient le dieu à la royauté, la Terre (Bhūmi) et la fortune (Lakshmi) étant les deux principes attachés au roi. En effet, un des termes pour désigner le roi en sanskrit est bhūpati, ce qui peut signifier « maître » ou « époux » de la Terre, le terme pati étant ambivalent. La mitre dont il est coiffé confirme cette fonction royale et démontre que dans l'hindouisme post-védique, même si Indra possède toujours le titre de roi des dieux, c'est de fait Vishnou qui opère vraiment cette fonction. Cette prééminence est d'ailleurs confirmée par de nombreux mythes où Vishnou ou un de ses avatars humilie Indra. C'est notamment le cas dans l'épisode de Krishna soulevant le mont Govardhana.

## Astronomie
- (4034) Vishnu, astéroïde nommé en son nom.

### Source
- Vasundhara Filliozat : "La mythologie hindoue" - T1 : Visnu, 2014, Éd, AGAMAT, avril 2014,  (ISBN 978-2911166334)
- Louis Frédéric : "Le Nouveau Dictionnaire de la civilisation indienne", Éd intégrale révisée par Dave Dewnarain, Éd. Bouquins, 2018,  (ISBN 978-2221214961)
- Alain Daniélou, Mythes et dieux de l'Inde, Champs Flammarion, 1992.
- The symbolisme of hindu gods and rituals de Swami Parthasarathy, éditions: Vedanta Life Institute